# The Man with the Golden Gun
The Man with the Golden Gun (titulada El hombre de la pistola de oro en España y El hombre del revólver de oro en Hispanoamérica) es la entrega número nueve de la saga de James Bond producida por Eon Productions y la segunda protagonizada por Roger Moore como el agente ficticio del MI6 James Bond. Es una adaptación libre de la novela del mismo nombre de Ian Fleming, póstumamente publicada en 1965. En la película, Bond es enviado a buscar el Agitador Solex, una solución tecnológica de vanguardia para resolver la crisis petrolera y energética, mientras enfrenta en un juego del gato y el ratón a Francisco Scaramanga "El hombre de la pistola de oro", asesino a sueldo. La acción culmina en un duelo entre ellos que zanja el destino de los Solex.
La película contó con un presupuesto de 7 millones de dólares y además fue la cuarta y última película de la serie dirigida por Guy Hamilton. El guion fue escrito por Richard Maibaum y Tom Mankiewicz. La película fue creada ante la crisis energética de 1973, un tema dominante en el guion — Gran Bretaña todavía no había podido superar completamente la crisis cuando la película fue estrenada en diciembre de 1974. También refleja la entonces popular manía por el cine de artes marciales, con varias escenas de kung-fu y una ubicación predominantemente asiática, siendo filmada en Tailandia, Hong Kong y Macao. Parte de la película también está ambientada en Beirut (el Líbano), pero no se rodó allí.
La película recibió críticas mixtas, y algunos críticos la describieron como el punto más bajo del canon hasta ese momento. La interpretación de Christopher Lee de Scaramanga, un villano de habilidad similar a Bond, fue elogiada, pero los críticos cuestionaron la película en su conjunto, particularmente su enfoque cómico y las actuaciones de Moore y Britt Ekland. Aunque rentable, la película pasó a ser la cuarta más taquillera de la serie, y sus ganancias relativamente modestas en comparación con las de Vive y deja morir (1973) supuestamente pusieron en peligro la continuación de la franquicia. También fue la última película que fue coproducida por Albert R. Broccoli y Harry Saltzman, debido a que Saltzman vendió el 50 % de sus acciones en Danjaq, la compañía matriz de Eon Productions, después del lanzamiento de la película.

## Argumento
Sinopsis corta
La trama tiene a Bond siendo enviado tras el Agitador Solex, un dispositivo que puede aprovechar la energía del sol, para lo que debe enfrentarse al asesino Francisco Scaramanga, "el hombre de la pistola de oro". La acción culmina en un duelo en el que se aclara el destino del Solex.
Sinopsis larga
En la secuencia precréditos, el asesino Francisco Scaramanga (Christopher Lee) lleva una placentera vida en una isla paradisíaca junto a su pareja Andrea Anders (Maud Adams). Sin darse cuenta este, su sirviente Nick Nack (Hervé Villechaize), paga a un gánster llamado Rodney (Marc Lawrence) para batirse a duelo con Scaramanga y, engañado por Nick Nack, el asesino cae en una casa de la risa, también polígono de tiro donde aparecen réplicas de un cowboy y Al Capone. En una rápida maniobra, Scaramanga da muerte al gánster y dispara contra una réplica de 007.
Una bala de oro con el número 007 grabado en ella llega al Cuartel General del MI6. Esto significa que el asesino desea liquidar a 007 (Roger Moore). Este cuenta a M (Bernard Lee) lo poco que sabe de Scaramanga en presencia de Bill Tanner (Michael Goodliffe) y Colthorpe (James Cossins), hijo de un director de circo cubano y una lanzadora de cuchillos inglesa y experto tirador a los 10 años, contratado temporalmente por la KGB y más tarde asesino profesional que cobra un millón de dólares por matar, su único rasgo característico un tercer pezón. M preocupado por su agente le pide ocultarse a pesar de que Bond tenía la misión de buscar a Gibson, un científico reconocido que ayudaría a resolver la crisis energética. Bond al salir pide información a Moneypenny quien cuenta que su compañero Bill Fairbanks 002 probablemente habría sido asesinado por una bala de Scaramanga en un cabaret.
Bond visita el cabaret en Beirut donde observa a una hermosa mujer llamada Saida (Carmen du Sautoy) caracterizada por un extraño amuleto en su ombligo, Bond la visita en su camerino donde le cuenta que tuvo una relación con 002 y la bala disparada había acabado con su vida pero la bala atravesó su cuello impactando en la pared casi aplastándose, por tanto la bala se convirtió en el amuleto en el ombligo de Saida. Cuando Bond la seducía para quitarle la bala varios bravucones atacan a Bond y este logra neutralizarlos y en la confusión logra robar el "amuleto". Bond se dirige al laboratorio de Q (Desmond Llewelyn) donde él y su asistente Colthorpe descubren que la bala que fue hecha por un armero raramente conocido llamado Lazar que vive en Macao. Bond viaja hasta allá donde interroga a Lazar (Marne Maitland) quien niega conocer personalmente a Scaramanga pero dice que vende las balas a un desconocido en el casino. Más tarde en el casino, Lazar deja las balas mientras que Andrea las recoge a la vez que manda el dinero, Bond la vigila y la sigue hasta Hong Kong y se encuentra con una agente del MI6 llamada Mary Goodnight (Britt Ekland). Ambos siguen a la mujer al Hotel Península y Bond observa en la ducha de la habitación a Andrea, ella con su pistola amenaza al agente pero 007 controla la situación y a la fuerza la interroga, esta le dice que Scaramanga acude a un club de estriptis llamado Bottoms Up y poseía un traje blanco con corbata negra. Esa noche Bond vigila el lugar y al notar que Scaramanga no se presentaba decide ir al club sin saber que el asesino se encontraba en un tejado y, disparándole a Gibson (Gordon Everett), Bond intenta buscar a Scaramanga pero es detenido por el Teniente Hip (Soon-Taik Oh) y, al ver que no es llevado a la comisaría, Bond escapa en el naufragado RMS Queen Elizabeth y descubre ahí un pequeño cuartel del MI6 donde lo esperan M, Q y Frazier (Gerald James), Hip se presenta como un contacto del MI6 en Hong Kong y M le informa a Bond que Scaramanga puede estar relacionado con Hai Fat, un empresario tailandés que probablemente habría pagado un millón de dólares para matar a Gibson, el inventor del Agitador Solex, un dispositivo capaz de convertir la luz del sol en energía, diseñado para acabar con la crisis de los hidrocarburos. Antes de morir, Gibson se lo había mostrado a Hip, pero este descubre que el Solex no estaba en el cadáver. Bond, para infiltrase y sacar información, le pide a Q un tercer pezón artificial para poder suplantar a Scaramanga. 
Bond viaja a Bangkok, Tailandia con Hip y logra entrar a la casa de Hai Fat haciéndose pasar por Scaramanga y cuando es tentado a nadar con una hermosa mujer llamada Chew Mee (Francoise Therry) es detenido por Hai Fat (Richard Loo), quien cree que Bond es Scaramanga. Por su parte, Bond sigue fingiendo ser él mostrando el falso tercer pezón, y le advierte de que el MI6 está involucrado en el rastro del Solex y pide un millón más por "matar a Bond". Hai Fat decide pensarlo e invita a Bond a cenar y después Bond sale de la propiedad sin saber que el verdadero Scaramanga estaba escondido en el despacho de Hai Fat y lo vigilaba. Bond accede a la invitación de Hai Fat y sale acompañado de Hip y sus sobrinas Nara (Qiu Yuen) y Cha (Joie Vejjajiva), pero al entrar a casa de Hai Fat es capturado por Nick Nack y dos luchadores de sumo y cuando este primero se proponía a matarlo, Hai Fat ordena que se lo dejen vivo por el momento. Al día siguiente Bond amanece en una escuela de Artes Marciales, donde observa primero una lucha a muerte con espadas y después se enfrenta a dos estudiantes entre los que se encuentra Chula (Chan Yiu Lam). Tras una difícil pelea Bond lo derrota y huye, siendo ayudado por Hip y sus sobrinas quienes también luchaban contra los demás estudiantes, pero al ver a Chula y otros karatecas con cinturones negros huyen. Chula y los otros estudiantes siguen a Bond a un río cercano, donde el agente usa un sampan para escapar, pero al fallar hace que un niño lo haga funcionar para escapar de Chula a una gran velocidad, pasando entre varios turistas en Tailandia, entre los que se encontraba el Sheriff J. W. Pepper (Clifton James) y su esposa. Cuando Chula y los demás creyeron haber perdido a Bond, este con su bote hunde el de los estudiantes y escapa.

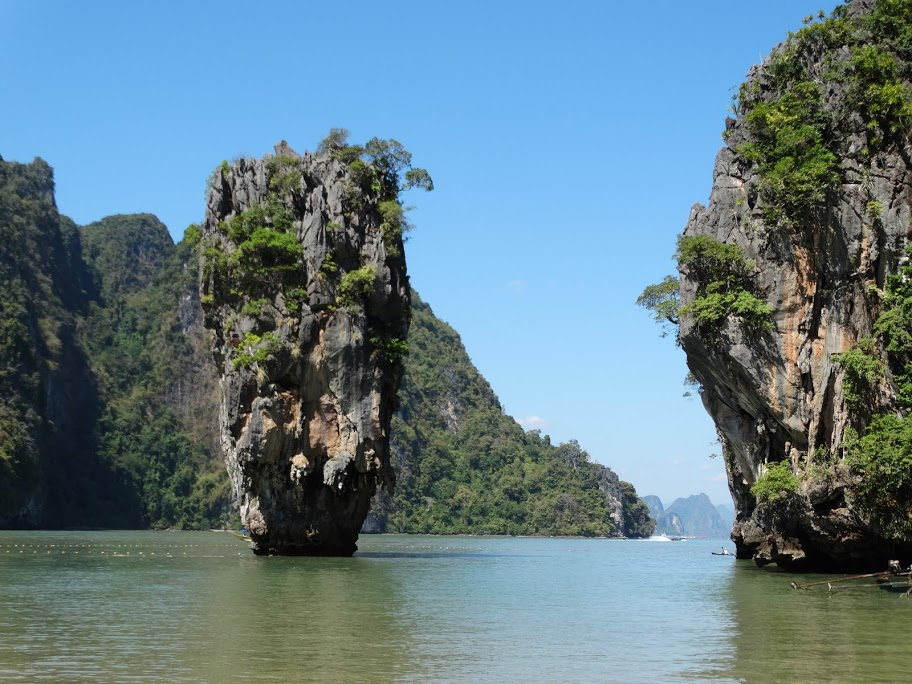
James Bond Island (Tapu, Tailandia)

Hai Fat por su parte se entera de que Bond ha escapado y le alerta a Scaramanga que se oculte, pero este con disimulo arma su pistola y da muerte a Hai Fat y toma el control de sus empresas. Además, el villano se hace con el Agitador Solex después de que el empresario antes de morir le pidiese esconderlo también. Esa noche Goodnight y Bond cenan y se proponen pasar la noche juntos, pero son interrumpidos por Anders. Bond esconde a Goodnight, y Anders le confiesa a Bond haber enviado la bala con su número grabado en ella para que la liberase del yugo de Scaramanga, y Bond le propone que le consiga el Agitador Solex a cambio de su libertad y de la muerte de Scaramanga. Bond y Anders pasan la noche juntos con Goodnight escondida en el armario. Mientras Anders volvía al junco de Scaramanga, Goodnight sale del armario y le critica a Bond el haber aceptado el trato del Solex con Anders. Al día siguiente Bond se encuentra con Anders en un estadio de boxeo para que le entregase el Solex, pero descubre que había sido asesinada por Scaramanga, y este se entrevista con Bond mientras Nick Nack estaba amenazándolo con una pistola y contándole su pasión por matar, después de que en su infancia había asesinado al domador que había herido a su propio elefante. Bond fingiendo comprar maní encuentra el Solex en el suelo y se lo da a Hip disfrazado de vendedor y este se lo da a Goodnight. Hip le pide llame a la policía, mientras que había seguido a Nick Nack desde el club Bottoms Up tras haberlo reconocido. Goodnight por su parte sigue a Nick Nack, anotando la matrícula del coche de Scaramanga y le coloca un dispositivo de rastreo, pero es secuestrada y encerrada en el maletero por este. Teniendo ella el Solex, Goodnight alerta con el transceptor a Bond y a Hip de su secuestro, pero no pueden seguir utilizar su coche porque ella tiene las llaves. En consecuencia, Bond se dirige a un concesionario cercano y se apodera de un coche que estaba viendo por dentro el Sheriff Pepper. Este reconoce a Bond y ambos persiguen al coche de Scaramanga, siendo después perseguidos por la policía. Bond y Pepper logran seguir a Scaramanga a un pequeño establo, donde el Sheriff es detenido por la policía mientras que Bond y la policía observan que Scaramanga había convertido su coche en un pequeño avión para escapar. Bond le informa a M de que Scaramanga había escapado con Goodnight y el Solex. Pero el coche-aeroplano había sido localizado gracias al transceptor, y poco después un marino les informa de que la señal de Goodnight había sido interceptada procedente de una pequeña isla cercana a China. 
007 viaja en hidroavión hasta Ko Tapu, la guarida de Scaramanga, quien da órdenes a los vigilantes chinos para que Bond pueda entrar a la isla. Scaramanga vive con un acuerdo con China, y muestra a Bond su lujosa vida y sobre todo la sección de electricidad obtenida de la energía solar mantenida por Kra (Sonny Caldinez). Scaramanga muestra a Bond el Agitador Solex, que ha usado para diseñar un prototipo de arma con la que destruye el hidroplano de Bond. Scaramanga le dice a Bond que más tarde venderá el Solex al mejor postor, al que ayudaría a tener una planta de energía igual que la suya. Scaramanga, Bond y Goodnight almuerzan, y Scaramanga se compara así mismo con Bond, pero este niega la comparación y el asesino le propone al agente un duelo: su pistola de oro frente a la Walther PPK de Bond. Al empezar el duelo Scaramanga desaparece y Bond se propone ir a buscarlo, pero Nick Nack se le acerca y finge ayudarlo a matar a Scaramanga para heredar la isla, pero en realidad lo lleva hacia el mismo campo de tiro donde Scaramanga eliminó a Rodney. Bond se escabulle en el polígono evadiendo las cámaras de seguridad, siendo buscado por Scaramanga. Bond engaña a Scaramanga con su réplica y lo mata de un disparo, mientras que Goodnight en la planta de energía golpea a Kra haciéndolo caer a uno de los tanques de helio líquido que debía estar a baja temperatura para no explotar, y en una peligrosa situación Bond recupera el Solex y junto con Goodnight escapan de la isla, que finalmente explota. Luego, en el junco de Scaramanga, Nick Nack intenta matar a Bond, pero no lo consigue, y Bond lo captura dejándolo en la parte de atrás del barco. Seguidamente Bond y Goodnight tienen su momento romántico en el junco de Scaramanga, ignorando una llamada de M.

## Reparto
- Roger Moore - James Bond: Agente de MI6 que recibe una bala de oro, supuestamente de Scaramanga, indicando que es su objetivo.
- Christopher Lee - Francisco Scaramanga: un asesino que se identifica por el uso de una pistola dorada. Tiene un tercer pezón supernumerario, que permite identificarlo. Scaramanga planea hacer un mal uso de la energía solar con fines destructivos y venderla al mejor postor. Lee era el primo de Ian Fleming (y su compañero de golf habitual)[4] y se le consideró para interpretar al Dr. No en la primera entrega, pero rechazó el papel.[5] Scaramanga ha sido llamado "el villano de Bond mejor interpretado hasta ahora."[6]
- Britt Ekland - Mary Goodnight: Asistente de Bond. Descrita por el crítico del diario Sunday Mirror como "una agente británica asombrosamente estúpida y rubia".[7] Ekland estuvo casada con Peter Sellers, quien apareció en la película no-canónica de Bond de 1967 Casino Royale.[8]
- Maud Adams - Andrea Anders: La amante de Scaramanga. Adams describió el papel como "una mujer sin muchas opciones: está bajo la influencia de este hombre muy rico y fuerte, y teme por su vida la mayor parte del tiempo; y cuando realmente se rebela contra él y sus defectos da un paso importante".[9] La película fue la primera de las tres de Bond en las que apareció Maud Adams: interpretó un personaje diferente, Octopussy, en la película homónima de 1983, y luego tendría un cameo como extra en A View to a Kill la última película de Bond de Roger Moore.[10]
- Hervé Villechaize - Nick Nack: Sirviente enano y cómplice de Scaramanga. Villechaize fue más tarde conocido por el público televisivo como Tattoo en la serie La isla de la fantasía.
- Clifton James - Alguacil J. W. Pepper: un sheriff de Luisiana que está de vacaciones en Tailandia. A Hamilton le gustó el personaje de Pepper en la película anterior, Vive y deja morir, y le pidió a Mankewicz que también lo incluyera en El hombre de la pistola de oro.[11][5]
- Richard Loo - Hai Fat: un industrial millonario tailandés que estaba empleando a Scaramanga para asesinar al inventor del "Solex" (un dispositivo revolucionario de energía solar) y robarlo. Él mismo es asesinado más tarde por Scaramanga.
- Soon-Tek Oh - Hip (acreditado como Soon-Taik Oh): Contacto local de Bond en Hong Kong y Bangkok. Soon-Taik Oh se entrenó en artes marciales para el papel,[12] y su voz fue parcialmente doblada.[13]
- Marc Lawrence - Rodney: un gánster estadounidense que intenta superar a Scaramanga en su casa de la diversión y pierde, al recibir un disparo en la cabeza de Scaramanga. Lawrence también apareció en Diamonds Are Forever.[14]
- Bernard Lee - 'M': Director de MI6.
- Lois Maxwell - Moneypenny: Secretaria de M.
- Marne Maitland - Lazar: un armero portugués residente en Macao que fabrica balas de oro para Scaramanga.
- Desmond Llewelyn - 'Q': jefe del departamento técnico del MI6.
- James Cossins - Colthorpe: un experto en armamento del MI6 que identifica al fabricante de las balas de oro de Scaramanga. El primer borrador del guion originalmente llamó al personaje Boothroyd hasta que se dio cuenta de que también era el nombre de Q y posteriormente se cambió.[15]
- Yao Lin Chen - Chula (acreditado como Chan Yiu Lam): experto luchador de artes marciales.
- Carmen Du Sautoy - Saida (acreditada como Carmen Sautoy): Bailarina de danza del vientre de Beirut. El personaje de Saida fue descrito originalmente como con sobrepeso y usando maquillaje excesivo, pero los productores decidieron elegir a una mujer más cercana a la clásica Chica Bond.[16]
- Gerald James - Frazier: experto en energía.
- Michael Osborne - Teniente naval
- Michael Fleming - Oficial de Comunicaciones
- Michael Goodliffe - Bill Tanner (no acreditado).
- Francoise Therry - Chew Mee, la amante de Hai Fat, a quien Bond encuentra memorablemente nadando desnuda en una piscina. (no acreditada).
- Sonny Caldinez - Kra, jefe de seguridad de Scaramanga (no acreditado).

## Producción
Albert R. Broccoli y Harry Saltzman pretendían continuar Solo se vive dos veces con The Man with the Golden Gun , invitando a Roger Moore al papel de Bond. Sin embargo, el rodaje estaba previsto en Camboya, y el Levantamiento de Samlaut, además de los compromisos de Moore en la serie El Santo, hizo que la filmación fuera poco práctica, lo que provocó la cancelación de la producción. Se produjo en su lugar Al Servicio Secreto de Su Majestad con George Lazenby como Bond. Para la siguiente película de Bond protagonizada por Lazenby, Saltzman le dijo a un reportero, que sería El hombre de la pistola de oro o Diamonds Are Forever. Los productores eligieron este último título, con Sean Connery regresando como Bond tras la renuncia de Lazenby.
Broccoli y Saltzman luego decidieron comenzar la producción de El hombre de la pistola de oro después de Vive y deja morir. Esta fue la última película de Bond coproducida por Saltzman, ya que su asociación con Broccoli se disolvió después del lanzamiento de la película. Saltzman vendió su participación del 50% en la empresa matriz de Eon Productions, Danjaq, LLC, a United Artists para aliviar sus problemas financieros. Las legalidades resultantes sobre la propiedad de Bond retrasaron la producción de la siguiente película de Bond, La espía que me amó, por tres años.
La novela se desarrolla principalmente en Jamaica, un lugar que ya se había utilizado en las películas anteriores; Dr. No y Vive y deja morir; El hombre de la pistola de oro vio un cambio de ubicación para poner a Bond en el Lejano Oriente por segunda vez. Después de considerar Beirut, donde se desarrolla parte de la película, Irán, donde se realizó la búsqueda de localizaciones, pero finalmente se descartó debido a la guerra de Yom Kipur, y la Bahía de Ha-Long en Vietnam, el equipo de producción eligió Tailandia como ubicación principal, siguiendo una sugerencia del diseñador de producción Peter Murton después de que viese fotografías de la Bahía de Phuket en una revista. Saltzman estaba contento con la elección del Lejano Oriente para el escenario, ya que siempre había querido ir a lugares en Tailandia y Hong Kong. Durante el reconocimiento de ubicaciones en Hong Kong, Broccoli vio los restos del antiguo RMS Queen Elizabeth y se le ocurrió la idea de utilizarlo como base para las operaciones del MI6 en el Lejano Oriente.

### Guion y temas
Tom Mankiewicz escribió el primer borrador del guion en 1973, entregando una trama que presentaba una batalla de voluntades entre Bond y Scaramanga, a quien vio como el alter ego de Bond, "un supervillano de la estatura del propio Bond". Las tensiones entre Mankiewicz y Guy Hamilton, y la creciente sensación de Mankiewicz de que se estaba "sintiendo realmente agotado por Bond" llevó a la reincorporación de Richard Maibaum como guionista de Bond.
Maibaum, quien había trabajado en seis películas de Bond anteriormente, entregó su propio borrador basado en el trabajo de Mankiewicz. Gran parte de la trama que involucra a Scaramanga siendo igual a Bond fue dejada de lado en borradores posteriores. Para uno de los dos aspectos principales de la trama, los guionistas utilizaron la crisis petrolera de 1973 como telón de fondo de la película, lo que permitió la introducción del MacGuffin del "agitador Solex". El hijastro de Broccoli, Michael G. Wilson, investigó la energía solar para crear el Solex.
Mientras Vive y deja morir se había inspirado en gran medida en el género blaxploitation (con trepidantes persecuciones con música de inspiración afroamericana de fondo), El hombre de la pistola de oro se inspiró en el género de artes marciales que fue popular en la década de 1970 a través de películas como Fist of Fury (1972) y Enter the Dragon (1973). Sin embargo, el uso de las artes marciales para una escena de lucha en la película "se vuelve increíble" cuando el teniente Hip y sus dos sobrinas derrotan a todo un "dojo".

### Casting
Originalmente, el papel de Scaramanga se ofreció a Jack Palance, pero este lo rechazó. Christopher Lee, quien finalmente fue elegido para interpretar a Scaramanga, era primo de Ian Fleming y Fleming había sugerido a Lee para el papel del Dr. No en la primera entrega de la serie en 1962. Lee notó que Fleming era un hombre olvidadizo y cuando les mencionó esto a Broccoli y Saltzman, ya habían elegido a Joseph Wiseman para el papel. Debido a la filmación en exteriores en Bangkok, su papel en la película afectó al trabajo de Lee del año siguiente, como director Ken Russell no pudo contratar a Lee para interpretar al especialista en la película de 1975 Tommy, una parte finalmente confiada a Jack Nicholson.
Dos modelos suecas fueron elegidas como las chicas Bond, Britt Ekland y Maud Adams. Ekland había estado interesada en interpretar a una chica Bond desde que había visto Dr. No, y se puso en contacto con los productores sobre el papel principal de Mary Goodnight. Hamilton conoció a Adams en Nueva York y la eligió porque "era elegante y hermosa y me pareció la chica Bond perfecta". Cuando Ekland leyó la noticia de que Adams había sido elegida para la película, se molestó al pensar que Adams había sido seleccionada para interpretar a Goodnight. Broccoli luego llamó a Ekland para invitarla a interpretar el papel principal, ya que después de verla en una película, Broccoli pensó que la "apariencia generosa" de Ekland la convertía en un buen contraste con Adams. Hamilton decidió contratar a Marc Lawrence, con quien había trabajado en Diamonds Are Forever, para interpretar a un gánster asesinado a tiros por Scaramanga al comienzo de la película, porque le pareció una idea interesante "poner una especie de gángster de Chicago en medio de Tailandia".

### Rodaje

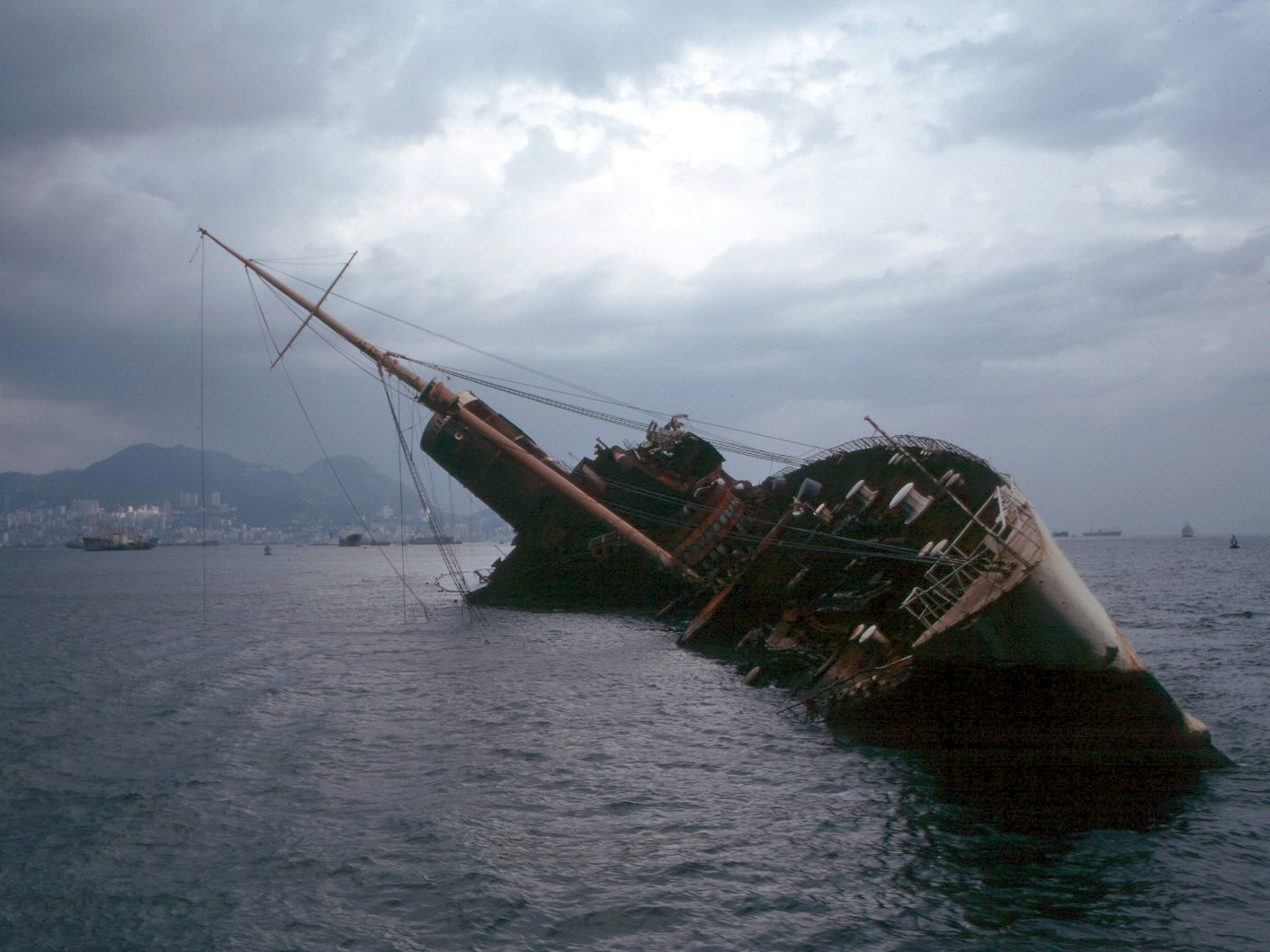
El naufragado RMS Queen Elizabeth, en Bahía Victoria Harbour, Hong Kong en 1972

El rodaje comenzó el 6 de noviembre de 1973 en los restos del naufragio parcialmente sumergido del RMS Queen Elizabeth, que actuó como una base secreta del MI6 basada en Victoria Harbour en Hong Kong. La tripulación era pequeña y se utilizó un doble de acción para James Bond. Otras ubicaciones de Hong Kong incluyeron el Jardín del Dragón de Hong Kong como la propiedad de Hai Fat, que representaba una ubicación en Bangkok. La mayor parte de la fotografía principal se inició el 18 de abril de 1974 en Tailandia. Las locaciones tailandesas incluyeron Bangkok, Thonburi, Phuket y la cercana Provincia de Phang Nga, y las islas de Ko Khao Phing Kan (en tailandés: เกาะเขาพิงกัน) y Ko Tapu (en tailandés: เกาะตะปู). El escondite de Scaramanga está en Ko Khao Phing Kan, y Ko Tapu a menudo se conoce ahora como la "Isla de James Bond" tanto por los lugareños como en las guías turísticas. La escena durante el combate de thai-box usó un cuadrilátero real de Muay Thai en el Lumpini Boxing Stadium. "[Una] persecución de coches [en Bangkok se filmó] cerca de un [canal o] khlong en Krung Kasem Road".
La producción regresó a finales de abril a Hong Kong y también a Macao, un lugar famoso por sus casinos, de los que Hong Kong carece. Algunas escenas en Tailandia tuvieron que ser terminadas y la producción tuvo que pasar al trabajo de estudio en Pinewood Studios; esto incluyó conjuntos como la planta de energía solar de Scaramanga y el interior de la isla. El ganador del Premio Óscar Oswald Morris fue contratado para terminar el trabajo después de que el director de fotografía Ted Moore enfermase. Al principio, Morris se mostró reacio, ya que no le gustaba por sus experiencias anteriores que se hicieran cargo del trabajo otros directores de fotografía, pero aceptó después de cenar con Broccoli. El resto de la producción se cubrió en Pinewood en agosto de 1974.

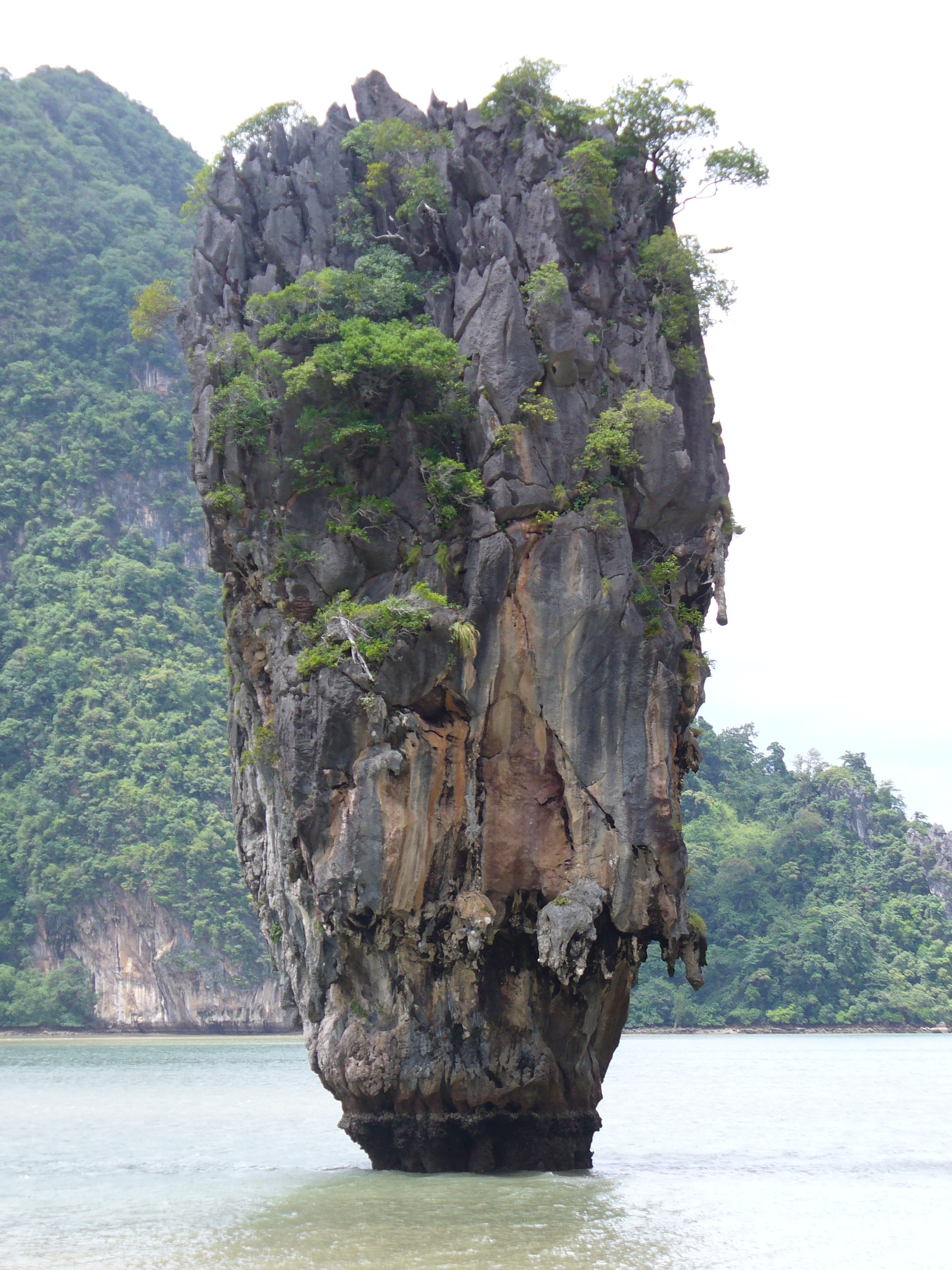
Uno de los afloramientos de la isla de Scaramanga (marea alta)

El duelo de Bond con Scaramanga, que Mankiewicz dijo que se inspiró en el enfrentamiento culminante en la película Shane, tuvo que acortarse, ya que los productores pensaron que estaba causando problemas de ritmo a la película. Los tráileres presentaron algunas de las escenas finalmente eliminadas de la película.
Hamilton adaptó una idea de su participación en Bond en Disneyland para la casa de diversión de Scaramanga, diseñada para ser un lugar donde Scaramanga pudiera tomar la delantera al distraer al adversario con obstáculos. Murton la describió como un "crisol de ideas" que la convirtió en "tanto una casa de diversión como una casa de terror". Si bien se usó una figura de cera real de Roger Moore, el doble de acrobacias de Moore, Les Crawford, fue la figura del vaquero, y Ray Marione interpretó la figura de Al Capone. Los decorados como la casa de la risa y el Queen Elizabeth se inspiraron en películas del expresionismo alemán tales como El gabinete del doctor Caligari. Para la planta de energía solar de Scaramanga, Hamilton usó tanto el estudio de Pinewood como una miniatura proyectada por Derek Meddings, a menudo cortándose entre sí para mostrar que no había diferencias perceptibles. La destrucción de la instalación fue una combinación de efectos prácticos en el set y la destrucción de la miniatura. Meddings basó la isla explotando en imágenes de la Batalla de Montecassino.

#### La pistola de oro

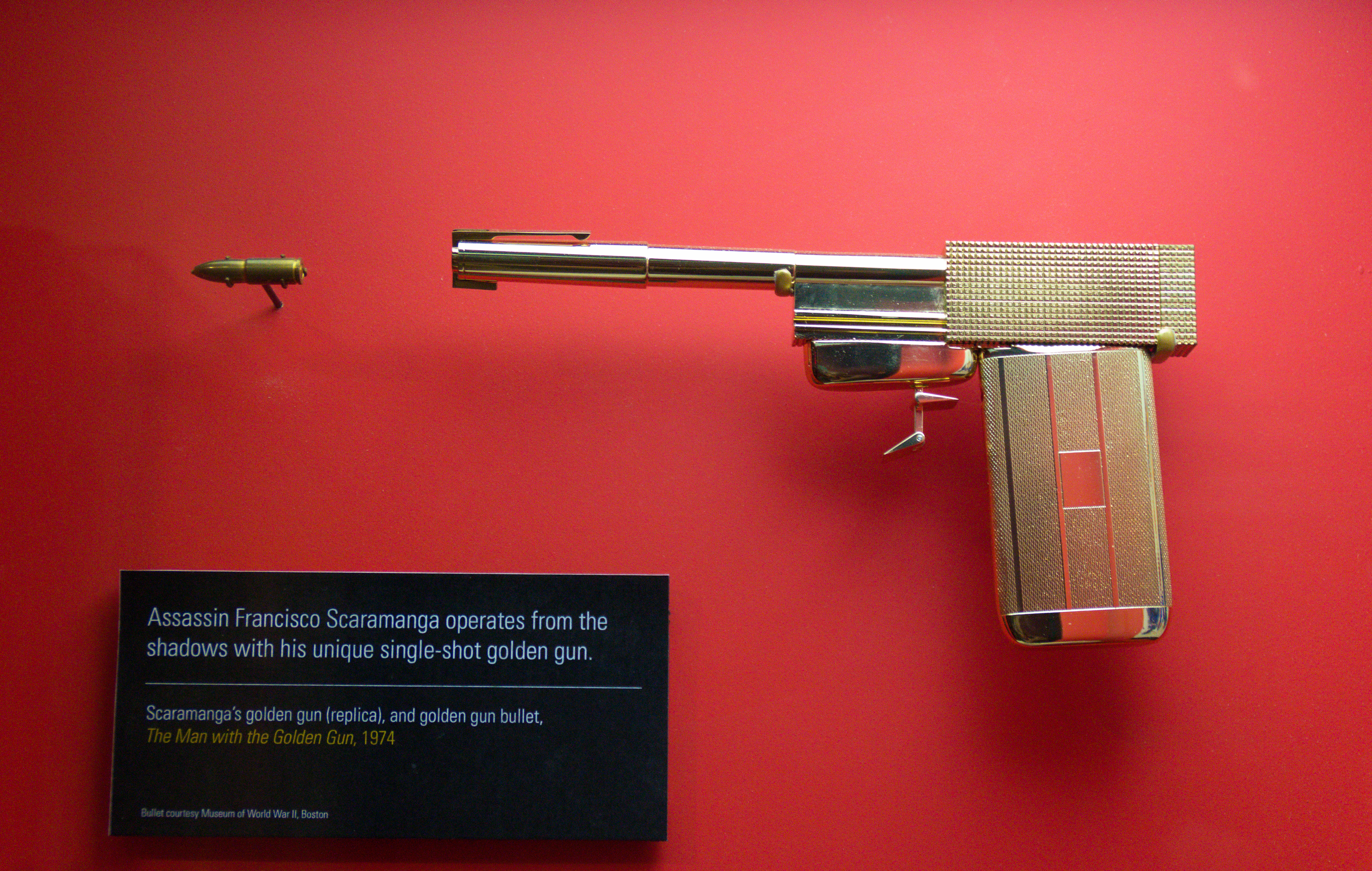
Pistola de oro de Scaramanga (réplica de entretenimiento de fábrica de 2010)

Se hicieron tres accesorios de Golden Gun; una pieza sólida, una que se podía disparar con un tapón y otra que se podía montar y desmontar, aunque Christopher Lee dijo que el proceso "era extremadamente difícil". El arma fue "uno de los accesorios más memorables de la saga de Bond". y consistía en una pluma estilográfica entrelazada (el cañón), un encendedor de cigarrillos (la recámara de la bala), una pitillera (el mango) y un gemelo (el gatillo) con la bala asegurada en la hebilla del cinturón de Scaramanga. En la película, el arma fue diseñada para aceptar una sola bala de oro de 4,2 milímetros y 23 quilates producida por Lazar, un armero de Macao especializado en armas y municiones personalizadas. La pistola de oro ocupó el sexto lugar en una encuesta de 2008 hecha por 20th Century Fox sobre las armas cinematográficas más populares, que encuestó a aproximadamente 2.000 fanáticos del cine.
El 10 de octubre de 2008, se descubrió que una de las pistolas de oro utilizadas en la película, cuyo valor se estima en unas 80 000 libras esterlinas, estaba desaparecida (presuntamente robada) de Elstree Props, una empresa con sede en los estudios de Hertfordshire.

#### Acrobacias automovilísticas

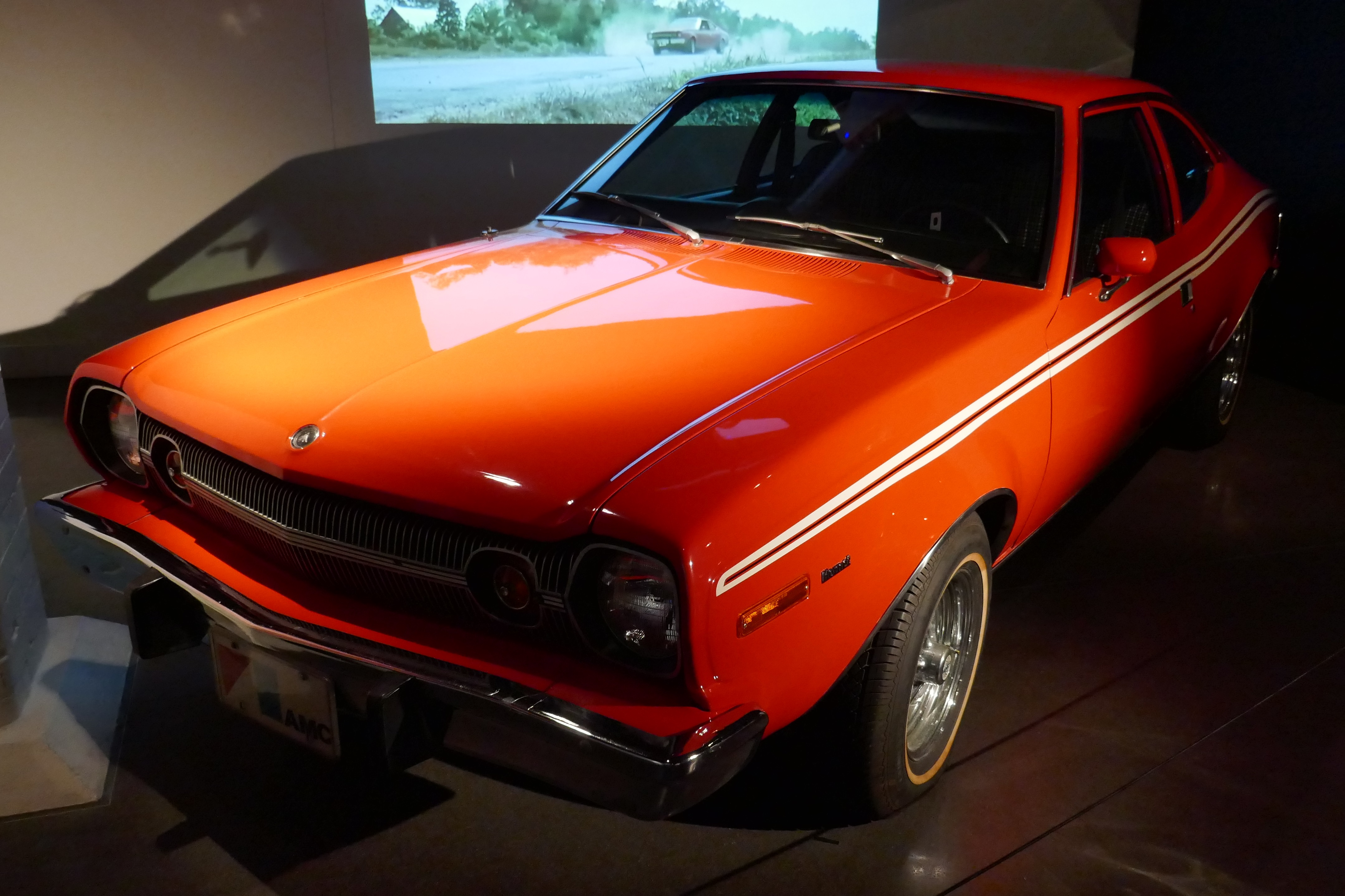
El AMC Hornet X de 1974 utilizado para el salto en "astro espiral". En exhibición en el Museo Fílmico de Londres

La película se hizo famosa por dos acrobacias de vehículos, una de las cuales pasó al Libro Guinness de los Récords.
Como parte de una importante estrategia de publicidad por emplazamiento, en la película se presentaron varios vehículos de American Motors Corporation. El coche volador fue el recién presentado AMC Matador Brougham Cupé en la edición de Oleg Cassini, usado por Francisco Scaramanga, junto a Nick Nack, para secuestrar a Mary Goodnight. Con las alas, el coche de acrobacias tenía 9,15 m (10 yd) de largo, 12,8 m (14 yd) de ancho y 3,08 m (3 yd) de alto. Un especialista condujo el "coche avión" hasta una pista. No estaba en condiciones de volar, por lo que se utilizó un modelo de control remoto de 1 m (39,4 plg) de largo, construido por John Stears, para las secuencias aéreas. La escena se rodó en Bovington Camp.
Por otro lado, para la que quizás sea la secuencia más espectacular de la película, se utilizó un AMC Hornet X de 1974 para realizar un acrobático salto en espiral, que había sido analizado previamente como una simulación por computadora (la primera de su tipo) por el Laboratorio Aeronáutico de Cornell. Posteriormente se realizó como un truco de acción en vivo, filmado con éxito en una sola toma.
El truco fue realizado por Loren "Bumps" Willert (como James Bond) conduciendo un AMC Hornet para saltar un puente roto y girar 360 grados en el aire sobre el eje longitudinal, haciendo un "giro aéreo". Willert completó con éxito el salto en la primera toma, y recibió un bono de 30.000 dólares en el acto. El truco se mostró en cámara lenta, porque la escena era demasiado rápida. El compositor John Barry agregó un efecto de sonido de silbido deslizante sobre el truco, que Broccoli mantuvo a pesar de pensar que "subestimaba el truco". Barry luego lamentó su decisión, pensando que el silbido "rompió la regla de oro", ya que el truco fue "lo que de verdad valía la pena, un momento verdaderamente peligroso,... el auténtico estilo de James Bond". El efecto de sonido se describió como "simplemente burdo". El escritor Jim Smith sugirió que el truco "pone de relieve la falta de emoción en el resto de la película y se estropea con el uso de efectos de sonido de 'comedia'". Eon Productions había autorizado el truco, que había sido diseñado por Raymond McHenry. Este truco fue inicialmente concebido en el Laboratorio Aeronáutico de Cornell [Cornell Aeronautical Laboratory (CAL)] en Buffalo, Nueva York, como prueba para su software de simulación de vehículos. Después del desarrollo en forma de simulación, se construyeron rampas y se probó el truco en el campo de pruebas del CAL. Ya había estado de gira formando parte del All American Thrill Show (con el nombre de Astro Spiral) antes de ser elegido para la película. El programa de televisión Top Gear intentó repetir el truco en junio de 2008, pero fracasó.
El truco del salto fue incluido en el Libro Guinness de los Récords como el primer salto en "espiral astro" en una película.

### Banda sonora
El tema principal de The Man with the Golden Gun, estrenada en 1974, fue interpretado por la cantante escocesa Lulu (Ganadora del Festival de la Canción de Eurovisión 1969) y compuesto por John Barry. Tony Bramwell, que trabajaba para la editorial musical de Harry Saltzman, Hilary Music, quería que Elton John o Cat Stevens cantaran la canción principal. Sin embargo, en ese momento los productores se turnaban para producir las películas; Albert Broccoli, a quien le tocaba producir, rechazó las sugerencias de Bramwell. La letra de la canción de Lulu fue escrita por Don Black y ha sido descrita de diversas formas como "ridícula", "tonta" y "una larga corriente de obscenidad", debido a su insinuación sexual. Bramwell posteriormente descalificó la melodía de Barry-Lulu como "mundana".
Alice Cooper escribió una canción titulada "Man with the Golden Gun" para ser utilizada por los productores de la película, pero optaron por la canción de Lulu. Cooper lanzó su canción en su álbum Muscle of Love.
Barry solo tenía tres semanas para componer The man with the golden gun y la melodía y la partitura del tema son generalmente consideradas por los críticos como una de las contribuciones más débiles de Barry a la serie, una opinión compartida por el propio Barry: "Es lo que más odio... simplemente nunca me llegó la inspiración". The Man with the Golden Gun también fue la primera película de la saga en soltar la distintiva guitarra pulsada del Tema de James Bond escuchada en la secuencia del cañón (gunbarrel). Una muestra de una de las canciones, "Hip's Trip", fue utilizada por The Prodigy en la pista "Mindfields" del álbum The Fat of the Land.

## Estreno y recepción
The Man with the Golden Gun fue estrenada en el Odeon Leicester Square de Londres el 19 de diciembre de 1974, con el lanzamiento general en el Reino Unido el mismo día. La película se realizó con un presupuesto estimado de 7 millones de dólares; a pesar de los buenos rendimientos iniciales de la taquilla, The Man with the Golden Gun recaudó un total de 97,6 millones de dólares en la taquilla mundial con 21 millones ganados en los Estados Unidos, lo que la convierte en la cuarta película de Bond con menor recaudación en la serie.
La promoción de la película tuvo "una de las campañas publicitarias más anémicas de la serie" y había pocos productos disponibles, aparte de la banda sonora y la novela original, aunque Lone Star Toys sacó al mercado una "pistola James Bond 007" en oro; aunque difería notablemente del arma utilizada por Scaramanga en la película, ya que era poco más que una Walther P38 con silenciador incorporado.

### Críticas contemporáneas
The Man with the Golden Gun recibió críticas mixtas tras su lanzamiento. Derek Malcolm en The Guardian arremetió contra la película, diciendo que "el guion es el más sencillo de todos y ... Roger Moore como 007 es el último hombre en la tierra que lo hace sonar mejor de lo que es". Hubo algunos elogios de Malcolm, aunque fue silenciado, diciendo que "Christopher Lee ... hace un villano bueno y Britt Ekland una Mary Goodnight pasable ... Hasta cero en los valores de producción ... la película es simplemente una olla. Tal vez ya sea suficiente ". Tom Milne, escribió en The Observer, fue aún más cáustico, escribiendo que "Esta serie, que ha estado raspando el fondo del barril durante algún tiempo, ahora está en el fondo ... con préstamos deprimentes de las películas de kung fu de Hong Kong, por no mencionar ecos aún más deprimentes de la obscenidad de Carry On". Resumió la película diciendo que "lamentablemente carecía de ingenio o imaginación".
David Robinson, crítico de cine de The Times, desestimó la película y la actuación de Moore, diciendo que Moore estaba "sustituyendo la no actuación por el descarte de Connery", mientras que Britt Ekland era "su hermosa e idiota patada lateral... la menos atractiva de las heroínas de Bond". Robinson fue igualmente condenatorio con los cambios en el equipo de producción, y observó que el trabajo de Ken Adam, una "atracción en las primeras películas de Bond", había sido "reemplazado por decoradores de competencia pero poco de su estilo". Los escritores "se vuelven cada vez más ingenuos en la creación de un sueño suburbano de epicureísmo y aventura". En su reseña para el diario The New York Times, Nora Sayre consideró que la película sufría de "pobreza de invención y emoción", criticando la escritura y la actuación de Moore y encontrando a Villechaize y Lee como los únicos puntos positivos por su "siniestra vitalidad que atraviesa la masa narrativa".
El crítico del diario Sunday Mirror reseñó que la película "no es el mejor Bond de todos los tiempos", pero encontró "notable que los Sres. Saltzman y Broccoli todavía puedan producir un entretenimiento tan ingenioso". Arthur Thirkwell, en el periódico hermano del Sunday Mirror, Daily Mirror, se concentró más en el actor principal Roger Moore que en la película en sí: "Lo que Sean Connery solía lograr con un toque de sadismo sardónico, Roger Moore lo transmite con el encanto de un colegial pícaro y alguna broma extraña y seca". Thirkwell también dijo que Moore "se las arregla para hacer que incluso este Bond de voltaje reducido sea un personaje con mucho brillo". Judith Crist de la revista New York dio una crítica positiva, diciendo "el paisaje es grandioso, las líneas agradables y los artilugios entretenidos", y también describiendo la producción como una película que "captura el sinsentido de los primeros cuentos de hadas de Fleming con orientación para adultos".
Jay Cocks, que escribía para la revista Time, se centró en los artilugios como el coche volador de Scaramanga, ya que lo que estaba mal tanto en The man with the golden gun como en las películas más recientes de la serie Bond, eran aquellos recursos "Exagerados, sin inspiración, estos ejercicios que muestran la tensión del estiramiento de la fantasía más allá del ingenio". Cocks también criticó a los actores, diciendo que Moore "carece de todas las fortalezas de Connery y tiene varias deficiencias profundas", mientras que Lee era "un villano inusualmente poco impresionante".

### Críticas retrospectivas
La opinión sobre El hombre de la pistola de oro se ha mantenido en su mayor parte igual que en 1974. En Rotten Tomatoes el 40 % de las 50 reseñas críticas sobre la película fueron positivas, con una calificación promedio de 5.26 / 10. El consenso crítico del sitio web dice: "Una película de Bond mediana, El hombre de la pistola dorada sufre de diálogos cargados de doble sentido, una notable falta de artilugios y un villano que eclipsa a 007". Metacritic, le dio a la película una puntuación promedio ponderada de 43 sobre 100 basado en 11 comentarios de críticos, lo que indica "críticas mixtas o promedio".
Algunos críticos vieron la película como aburrida, cansada y sin inspiración. Roger Moore también fue criticado por interpretar a Bond contra el tipo, en un estilo que recuerda más a Sean Connery, aunque la actuación de Christopher Lee recibió elogios. Danny Peary escribió que El hombre de la pistola de oro "carece de inventiva... es una de las películas de Bond menos interesantes" y "una película muy laboriosa, con Bond muy aburrido, Adams y Britt Ekland protagonistas sin inspiración". Peary cree que el tiroteo entre Bond y Scaramanga en la casa de la risa "es la única buena escena de la película, e incluso tiene un final insatisfactorio", y también lamentó la presencia de Clifton James, "lamentablemente repitiendo su poco divertido sheriff sureño de Vive y deja morir."
Chris Nashawaty de Entertainment Weekly sostiene que Scaramanga es el mejor villano de las películas de James Bond protagonizadas por Roger Moore, mientras enumeraba a Mary Goodnight entre las peores chicas Bond, diciendo que "Ekland pudo haber tenido uno de los mejores bikinis de la serie, pero su interpretación demasiado tonta fue un desvío tanto para los espectadores como para los fanáticos de las novelas de Ian Fleming". The Times puso a Scaramanga como el quinto mejor villano de Bond en su lista, y Ekland fue la tercera en su lista de las 10 chicas Bond más modernas. La revista Maxim incluyó a Goodnight en el cuarto lugar de su lista de Top Bond Babes, diciendo que "la agente Goodnight es la espía más torpe del mundo. Pero, ¿a quién le importa mientras esté usando su bikini perfecto para arruinar las cosas?"